# Suxamethonium
Suxamethonium oder Succinylcholin (auch bekannt als Succinylbischolin oder Succinyldicholin, kurz auch Succinyl genannt) ist eine muskellähmende Substanz. Es ist das einzige in der Humanmedizin verwendete depolarisierende Muskelrelaxans. Suxamethonium wird unter anderem angewendet, um eine vorübergehende Muskellähmung (auch der Atemmuskulatur) herbeizuführen und dadurch eine Intubation zur  Beatmung zu ermöglichen.
Das zunächst in den Linzer Stickstoffwerken synthetisierte Muskelrelaxans Succinylcholin wurde 1951 als Lysthenon in die klinische Praxis eingeführt und von dem Heidelberger Unternehmen Rhein-Chemie Arzneimittel vertrieben.

## Klinische Angaben

### Indikation
Succinylcholin wurde von nebenwirkungsärmeren und zum Teil antagonisierbaren nicht-depolarisierenden Muskelrelaxantien überwiegend aus der klinischen Praxis verdrängt.
Aufgrund des raschen Wirkungseintritts und der kurzen Wirkungsdauer wird es jedoch weiterhin bei Blitzeinleitungen bei nicht-nüchternen Patienten verwendet.

### Wirkung
Nach intravenöser Gabe treten nach etwa 30 Sekunden kurzzeitig Muskelzuckungen (Faszikulationen) individuell unterschiedlicher Stärke auf, wonach sich eine Lähmung der Skelettmuskulatur anschließt. Diese Lähmung bleibt etwa 3–10 Minuten lang bestehen.

### Nebenwirkungen
Ein durch die Faszikulationen ausgelöster Untergang von Muskelzellen kann zum kritischen Anstieg des Serum-Kalium-Wertes und entsprechenden Komplikationen (Herzrhythmusstörungen, Bradykardien, Herz-Kreislauf-Stillstand) führen. Bei Patienten, die über eine längere Zeit immobil waren (beispielsweise durch Bettlägerigkeit) kann es durch eine erhöhte Empfindlichkeit der Acetylcholinrezeptoren ebenfalls zu den genannten Komplikationen kommen.
Bei einem Teil der mit Succinylcholin behandelten Patienten können nach der Operation Muskelschmerzen (sog. Myalgien) auftreten, die in ihrem Erscheinungsbild einem Muskelkater ähnlich sind. Diese Beschwerden können bis zu einer Woche andauern.
In seltenen Fällen (bei Verminderung der Wirkung des Enzyms Pseudocholinesterase) kann die Wirkung stark verlängert sein, so dass hier eine längere Nachbeatmung notwendig sein kann.

### Kontraindikationen
- Succinylcholin kann in seltenen Fällen Auslöser einer malignen Hyperthermie sein und darf daher bei Patienten mit bestehender oder vermuteter Disposition durch entsprechende Vorerkrankungen (etwa Muskeldystrophie) oder positiver Familienanamnese nicht eingesetzt werden.
- Weiterhin kann durch die Faszikulationen der Augeninnendruck ansteigen; es sollte also auch bei Augapfelverletzungen oder einem Glaukom keine Verwendung finden.[10]

## Pharmakologische Eigenschaften

### Pharmakodynamik
Die Substanz wirkt als Agonist an den Acetylcholinrezeptoren der motorischen Endplatte und löst dort eine Depolarisation und damit Kontraktion der quergestreiften Muskulatur aus. Da Succinylcholin nicht durch Acetylcholinesterase abgebaut werden kann, verbleibt es länger am Rezeptor und erzeugt eine Dauerdepolarisation (Übererregung). Durch diese Dauerdepolarisation ist keine erneute Kontraktion der Muskeln möglich, es kommt zur Muskellähmung (Depolarisationsblock).

### Pharmakokinetik
Eliminiert wird die Substanz in Leber und im Blutplasma über die Pseudocholinesterase. Der Metabolit Succinylmonocholin kann bei Gabe sehr hoher Dosen Succinylcholin kumulieren und entfalten die Wirkung eines nicht-depolarisierenden Muskelrelaxans. Diese langanhaltende Muskelblockade wird als Dualblock bezeichnet.

## Sonstiges
Als kurzwirkendes Relaxans in die Klinik eingeführt wurde Suxamethonium, dessen muskelrelaxierende Wirkung Daniel Bovet 1949 entdeckt hatte, nach Testung im Tierversuch 1951 durch Hans Brücke und seinen Mitarbeitern sowie nach Selbstversuchen durch Otto Mayrhofer und M. Haßfurter. Succinylcholin, das einen Atemstillstand auslöst, wird in den USA auch bei der letalen Injektion für zum Tode Verurteilte eingesetzt.

## Handelsnamen
Monopräparate
Lysthenon (D, A, CH), Midarine (CH), Pantolax (D), Succinolin (CH)